# Turia (Covasna)
Turia es una comuna ubicada en el distrito de Covasna, Rumania.

## Superficie
Posee una superficie de 147,2 kilómetros cuadrados.

## Demografía
Hasta 2021 la población era de 3622 habitantes, con una densidad de población de 24,61 habitantes por kilómetro cuadrado.